# Kampala
Kampala je glavni i najveći grad, kulturni, industrijski, trgovački i prometni centar Ugande.
Uz domorodačke četvrti izgrađen je moderni dio grada u kojem su parlament, gradska vijećnica, katedrala, Kibuli-džamija, sveučilište itd. Razvijena je prehrambena, metalna i tekstilna (predionice pamuka) industrija s konfekcijom te proizvodnja stakla i preradba drva. Kampala je središte bogate poljoprivredne okolice, iz koje se izvoze znatne količine pamuka, kave, čaja i duhana. Leži oko 10 km zapadno od luke Port Bell na Viktorijinom jezeru i na željezničkoj pruzi koja povezuje Ugandu s Indijskim oceanom. Međunarodna zračna luka nosi naziv Entebbe.
Prema procjeni iz 2008. godine Kampala ima 1.480.200 stanovnika.
Na brdu Kasubi u Kampali nalaze se Kasubi grobnice (Ssekabaka grobnice), kružne slamnate grobnice kabaka (kraljeva Buganda) sagrađene od 1881. – 1969. godine, a koje su od 1981. godine UNESCO-ova svjetska baština.

## Vanjske poveznice
- Službena stranica (engl.)
- Vodič kroz Kampalu  Arhivirana inačica izvorne stranice od 6. prosinca 2013. (Wayback Machine) (engl.)
- Međunarodno sveučilište u Kampali (engl.)

### Ostali projekti
|  | Zajednički poslužitelj ima još gradiva o temi Kampala |